# ر. أ. هاردي
ر. أ. هاردي هو طبيب كندي، ولد في 11 يونيو 1865 في هالديماند في كندا، وتوفي في 30 يونيو 1949 في لانسنغ في الولايات المتحدة.